# ادوارد ایوز (ورزشکار)
ادوارد ایوز (انگلیسی: Edward Ives؛ زادهٔ january ۳, ۱۹۶۱ (۶۴ سال)) ورزشکار روئینگ اهل ایالات متحده آمریکا است.
وی در مسابقات کشوری و بین‌المللی در مجموع برندهٔ ۲ مدال طلا، ۱ مدال نقره، ۱ مدال برنز شده‌است.